# O făclie de Paște
O făclie de Paște este o nuvelă scrisă de Ion Luca Caragiale. A fost publicată inițial în revista Convorbiri Literare, în numărul XXIII din 1889–1890, apoi în 1892, într-o broșură separată, ulterior în alte colecții și antologii.

## Rezumat
Nuvela prezintă o întâmplare petrecută în satul Podeni, al cărui hangiu, evreul Leiba Zibal, este amenințat de argatul său Gheorghe cu jaful, în noaptea învierii. Atacat într-adevăr în noaptea hotărâtă, Zibal se salvează țintuind și carbonizând la flacăra lămpii mâna unui hoț, introdusă printr-o gaură tăiată în ușă. Întrebat de cauza reacției sale, Zibal cedează psihic, răspunzând că prin gestul său ar fi „aprins o făclie lui Christos”, și că ar fi devenit astfel „goi”, termen popular derivat din goyim, cuvânt care în limba idiș desemnează un om care nu face parte din poporul evreu, sau un „necredincios, din punctul de vedere al evreilor”.

## Elemente tematice și compoziționale
Temele explorate în nuvelă includ frica și starea psihologică de demență indusă de aceasta, precum și condiția omului străin de societatea în care trăiește. Discriminarea rasială / religioasă devine astfel un motiv pentru cedarea psihică a personajului.
Ca factor secundar apar boala (malarie) ca însemn al slăbiciunii și strămutarea lui Leiba Zibal cu familia de la Iași în satul Podeni, sugerând ieșirea de sub protecția legii și încredințarea sa pe mâinile unei autorități locale, rustice, marcate de sentimente ostile față de străini.
Leiba Zibal acționează din dorința de a aplica propria-i justiție într-o lume în care nu i se face dreptate. Disparitatea între accepțiunile sale și ale consătenilor, exprimată de aceștia prin injurii și termeni derogatorii la adresa lui Leiba, declanșează slăbirea psihicului personajului.
Stilul narativ adoptat este grăbit, stenografic, dar reprezentativ pentru procesele psihologice care se desfășoară în mintea personajului. Atenția la detaliu în descrieri sugerează caracterul naturalist al narațiunii, prezent în întreaga operă a lui Ion Luca Caragiale.